# WKS Gwardia Warszawa
El WKS Gwardia Warszawa (Warszawski Klub Sportowy Gwardia Warszawa) és un club de futbol polonès de la ciutat de Varsòvia.

## Història
Va participar en la lliga de primera divisió de Polònia els anys 1953-1960 (8 temporades), 1962-1966 (5 temporades), 1967-1968, 1969-1975, 1978-1979 i 1981-1983. La seva millor posició fou la segona a la temporada 1957.

## Palmarès
- Copa polonesa de futbol:[2]
  - 1954
- Campionat de Segona Divisió:
  - 1952, 1961, 1966-67, 1968-69, 1977-78, 1980-81

## Galeria

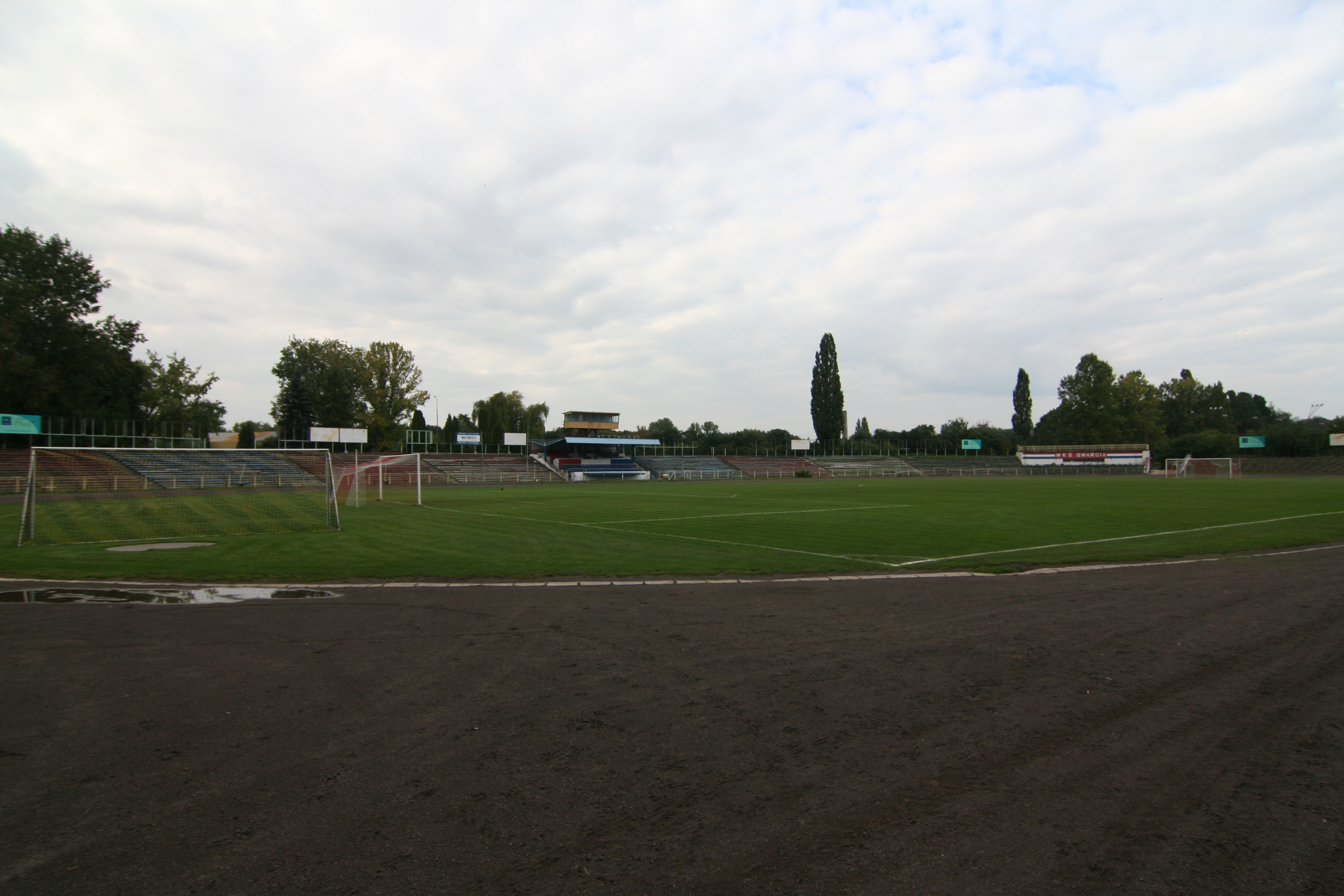
Estadi
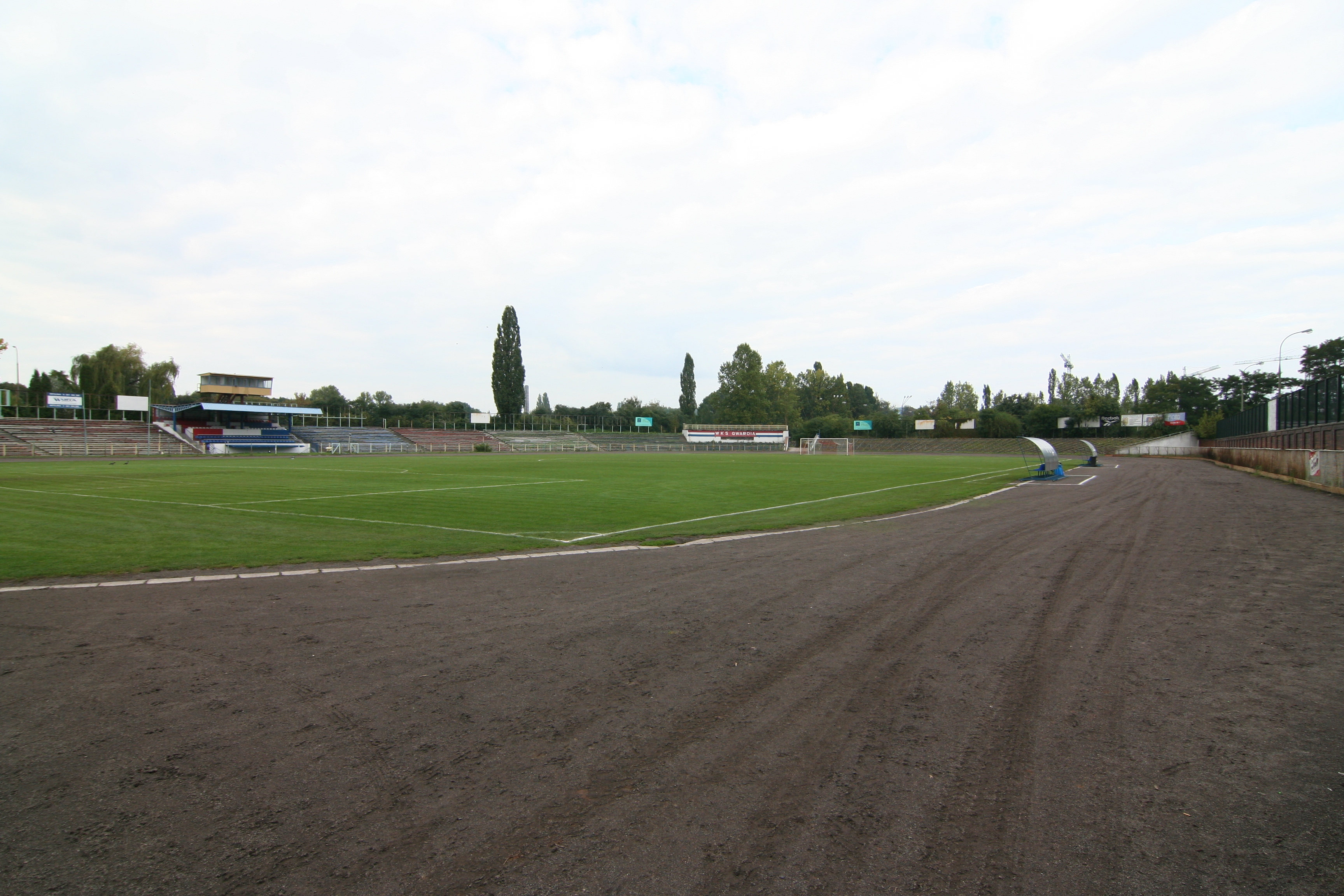
Estadi
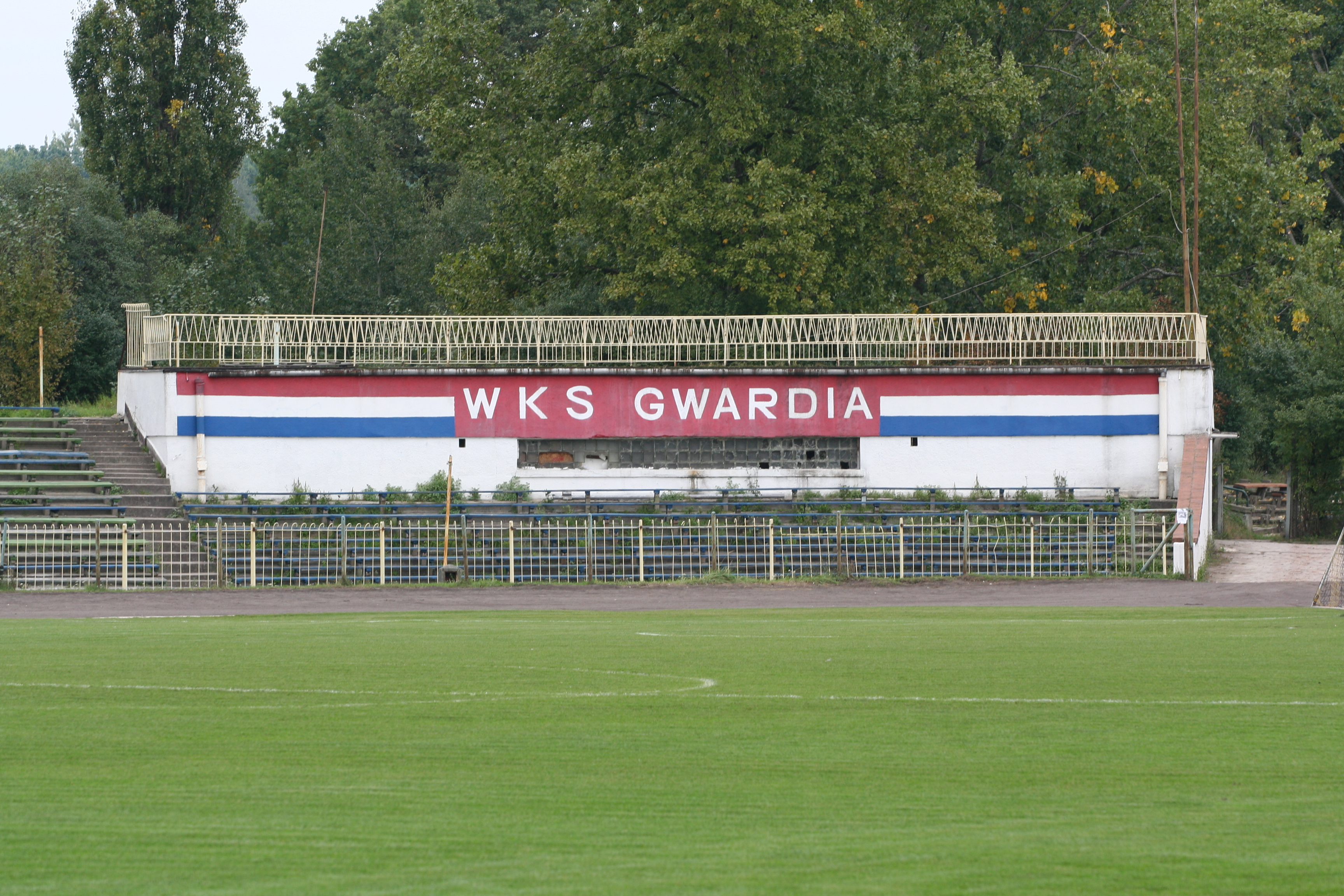
Estadi
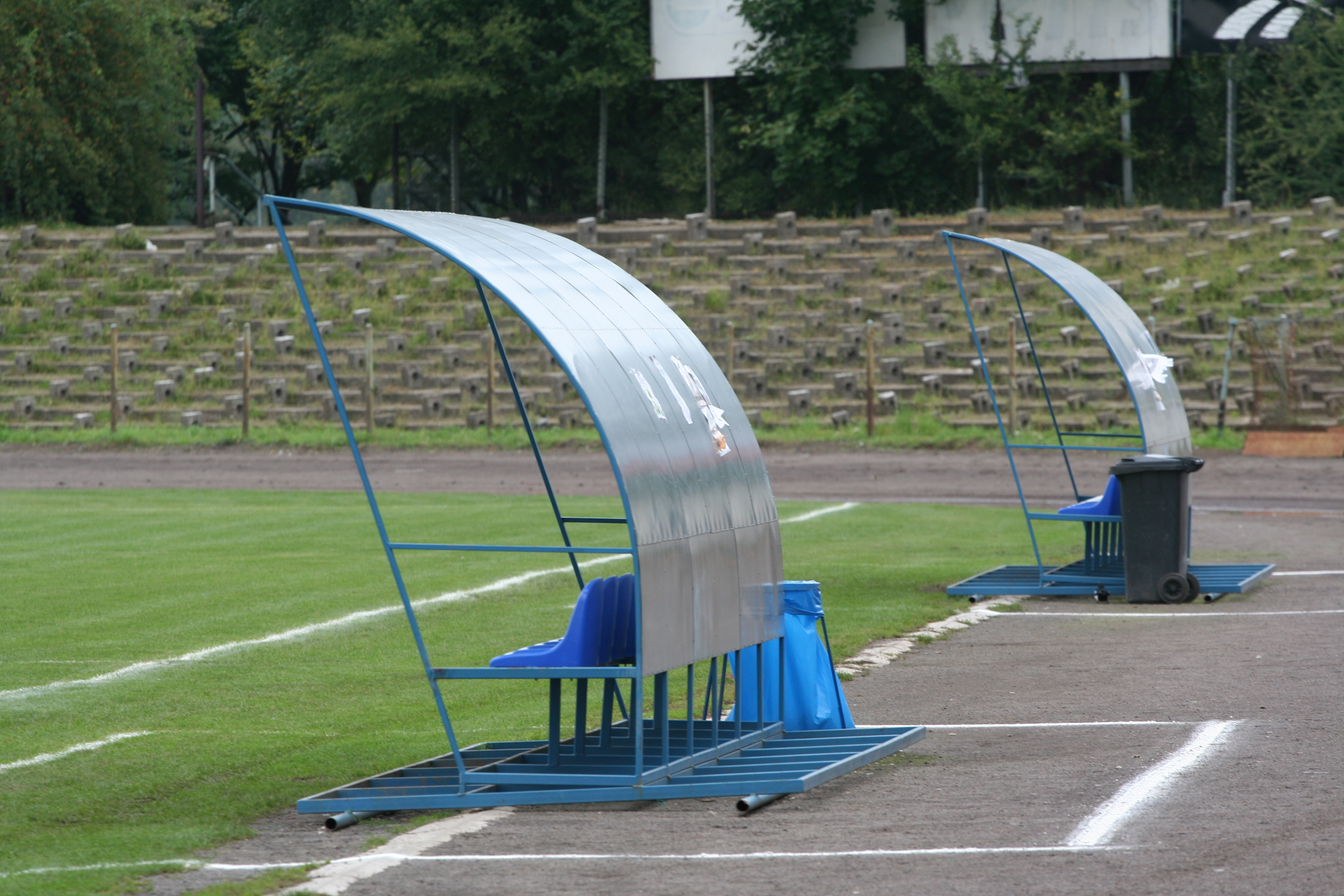
Estadi
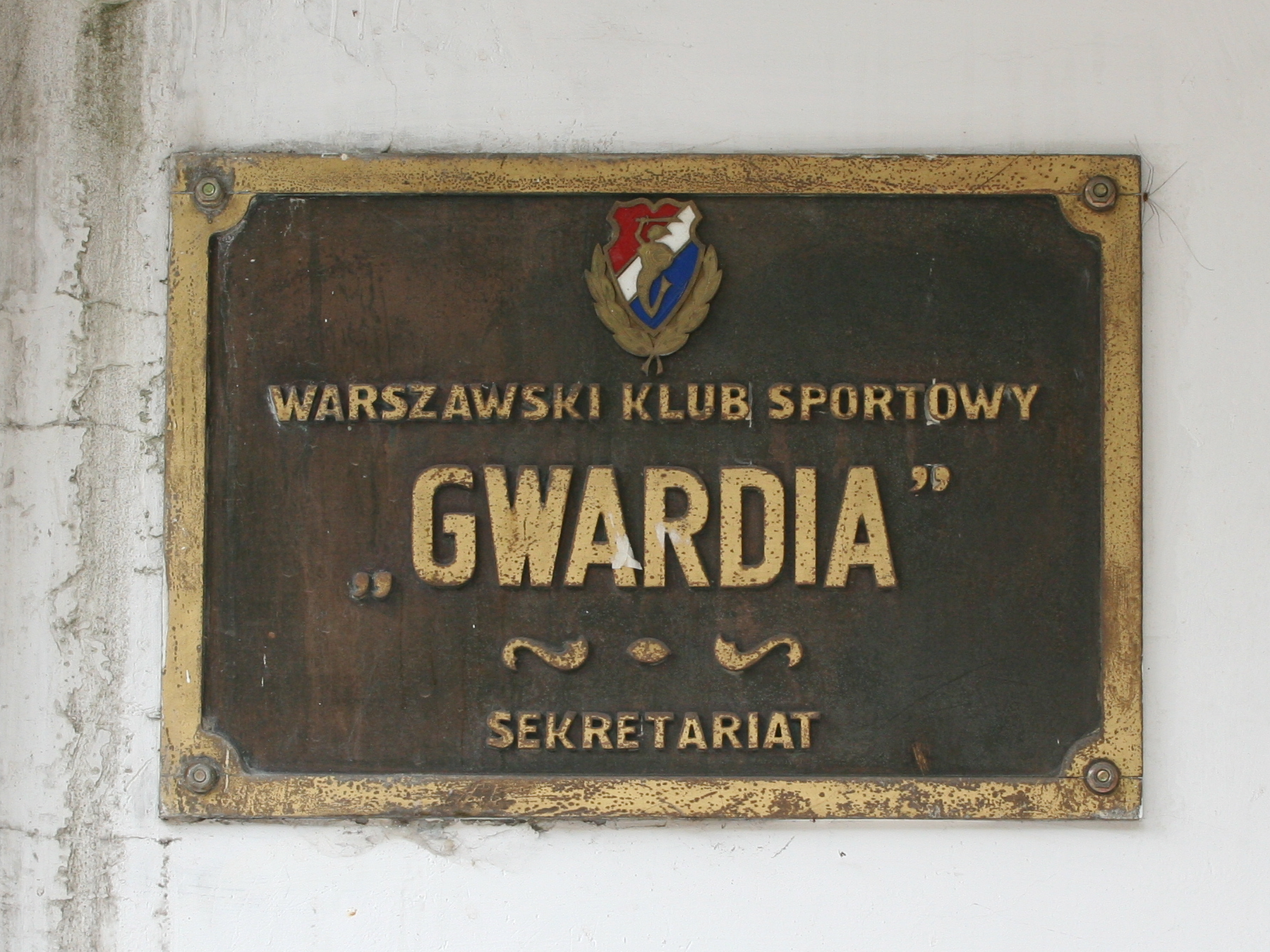
Placa
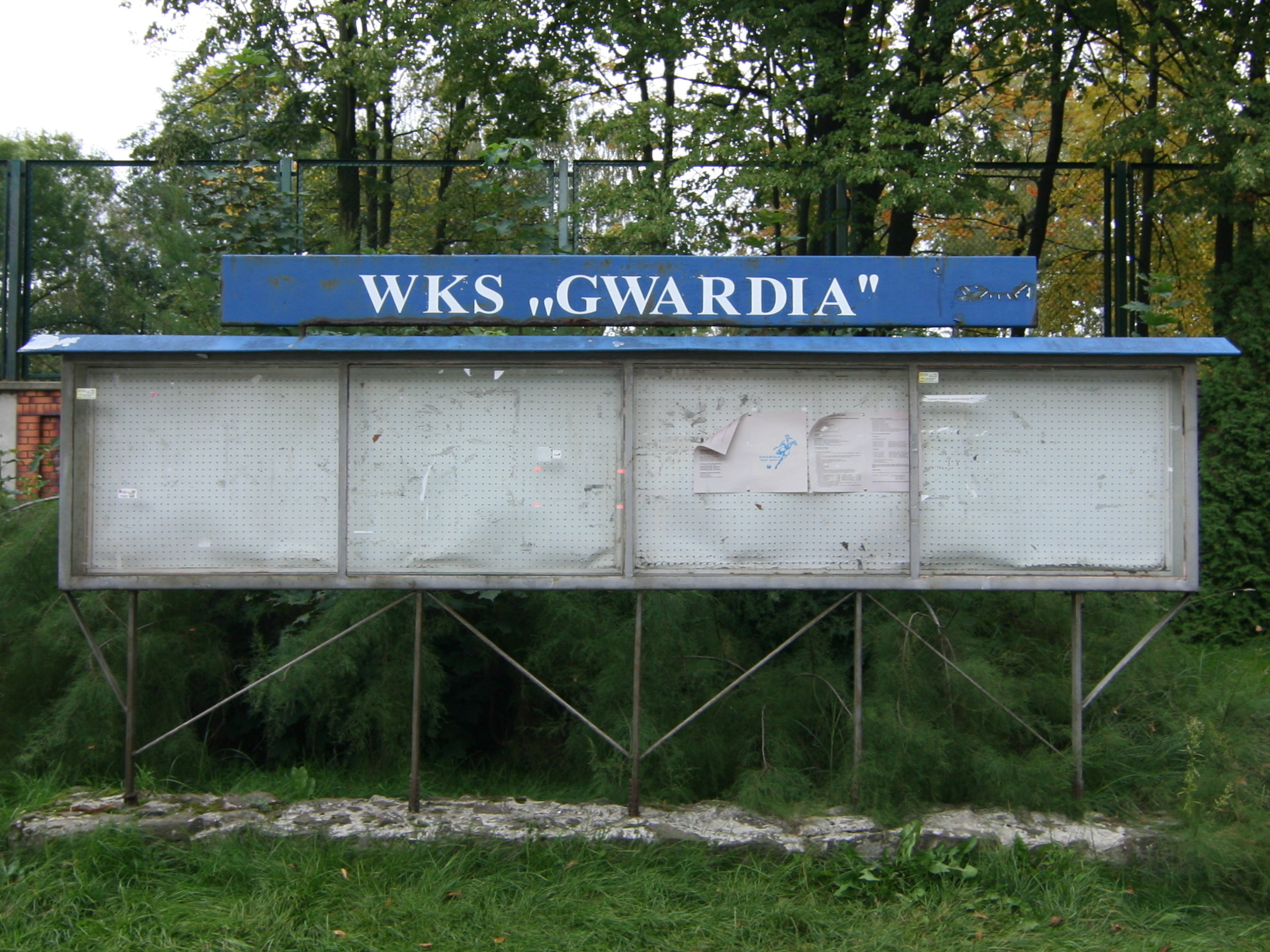
Taulell
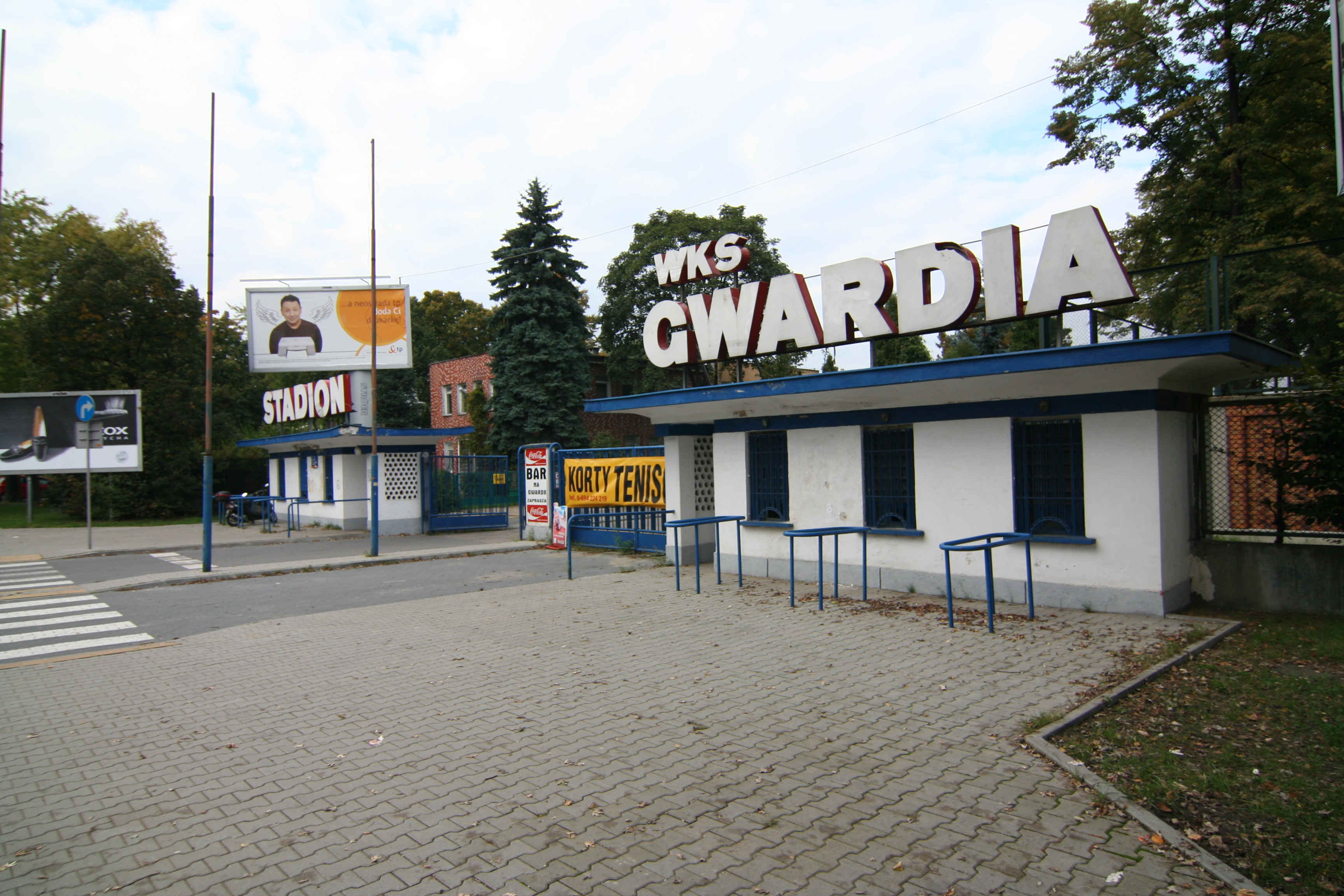
Seu